# Маккормак, Кэтрин
Кэтрин Маккормак (англ. Catherine McCormack, род. 3 апреля 1972) — английская актриса.

## Жизнь и карьера
Кэтрин Маккормак родилась и выросла в Эпсоме, графство Суррей, в семье с английскими и ирландскими корнями: один из её дедушек был ирландцем. Когда Маккормак было шесть лет, её мать умерла, и будущую актрису отправили в католический монастырь, где она жила и училась. После она окончила Оксфордскую школу драмы и начала свою карьеру на театральной сцене.
Маккормак за свою карьеру появилась в более чем тридцати фильмах и телешоу. Она добилась широкой известности благодаря своей роли в отмеченном премией «Оскар» фильме 1995 года «Храброе сердце», что привело её к исполнению главных ролей в голливудских лентах «Честная куртизанка» и «Три англичанки за городом» (1998). После она снялась с Мерил Стрип в фильме «Танцы во время Луназы», а также в провальной комедии «Должники» с Майклом Кейном.
Маккормак в первую очередь отдавала предпочтение работе на лондонской театральной сцене, а на большом экране в двухтысячных появлялась не регулярно и в основном была заметна в фильмах «Тень вампира» (2000), «Вес воды» (2000), «Портной из Панамы» (2001) и «Шпионские игры» (2001). Тем не менее, она исполнила главную женскую роль в фантастическом фильме «И грянул гром» (2005), который был разгромлен критиками и при бюджете в размере восьмидесяти млн, собрал лишь десять. Она вернулась на театральную сцену с пьесой «39 шагов», где сыграла все три главные роли, а после выступала во множестве других шоу. Также она появилась в нескольких британских мини-сериалах, а в 2011 году сыграла главную женскую роль в недолго просуществовавшем американском сериале «Тушите свет».

## Фильмография
| Год  |    | Русское название                       | Оригинальное название                        | Роль                        |
| ---- | -- | -------------------------------------- | -------------------------------------------- | --------------------------- |
| 1994 | ф  | Перегруженные                          | Loaded                                       | Роза                        |
| 1995 | ф  | Храброе сердце                         | Braveheart                                   | Маррон Маккланнох           |
| 1996 | ф  | Северная звезда                        | North Star                                   | Сара                        |
| 1998 | ф  | Три англичанки за городом              | The Land Girls                               | Стелла                      |
| 1998 | ф  | Честная куртизанка                     | Dangerous Beauty                             | Вероника Франко             |
| 1998 | ф  | Танцы во время Луназы                  | Dancing at Lughnasa                          | Кристина Манди              |
| 1999 | ф  | Любовь этого года                      | This Year’s Love                             | Ханна                       |
| 1999 | ф  | Должники                               | The Debtors                                  |                             |
| 2000 | ф  | Тень вампира                           | Shadow of the Vampire                        | Грета Шрёдер                |
| 2000 | ф  | Шёпот ангелов                          | A Rumor of Angels                            | Мэри Нейбауэр               |
| 2000 | ф  | Вес воды                               | The Weight of Water                          | Джин Джейнс                 |
| 2000 | ф  | Рождённый романтиком                   | Born Romantic                                | Джоселин                    |
| 2001 | ф  | Портной из Панамы                      | The Tailor of Panama                         | Франческа Дин               |
| 2001 | ф  | Шпионские игры                         | Spy Game                                     | Элизабет Хэдли              |
| 2004 | тф | Заговор против короны                  | Gunpowder, Treason & Plot                    | Елизавета I                 |
| 2004 | мф | Нити                                   | Strings                                      | Зита                        |
| 2005 | ф  | И грянул гром                          | A Sound of Thunder                           | Соня Рэнд                   |
| 2006 | мф | Ренессанс                              | Renaissance                                  | Бислана                     |
| 2006 | с  | Древний Рим: Расцвет и падение империи | Ancient Rome: The Rise and Fall of an Empire | Поппея Сабина               |
| 2007 | ф  | Звёзды под Луною                       | The Moon and the Stars                       | Кристина Баумгартен / Тоска |
| 2007 | ф  | 28 недель спустя                       | 28 Weeks Later                               | Элис Харрис                 |
| 2008 | с  | Полуночный человек                     | Midnight Man                                 | Элис Росс                   |
| 2011 | с  | Тушите свет                            | Lights Out                                   | Тереза Лири                 |
| 2013 | ф  | Подмена                                | The Fold                                     | Ребекка Эштон               |
| 2013 | с  | Лукан                                  | Lucan                                        | Вероника                    |
| 2014 | ф  | Магия лунного света                    | Magic in the Moonlight                       | Оливия                      |
| 2015 | с  | Жизнь в квадратах                      | Life in Squares                              | Вирджиния Вулф              |
| 2016 | ф  | Путь                                   | The Journey                                  | Кейт Элгар                  |
| 2016 | с  | Шерлок                                 | Sherlock                                     | леди Кармайкл               |
| 2017 | ф  | Обещание на рассвете                   | La Promesse de l’aube                        | Лесли Бланш                 |
| 2017 | с  | Гений                                  | Genius                                       | Мария Ружич-Марич           |
| 2018 | с  | Темпл                                  | Temple                                       | Бет Милтон                  |
| 2019 | ф  | Песня имён                             | The Song of Names                            | Хелен                       |
| 2019 | ф  | Корделия                               | Cordelia                                     | Кейт                        |
| 2022 | с  | Медленные лошади                       | Slow Horses                                  | Алекс Троппер               |
| 2025 | с  | Локерби: В поисках правды              | Lockerbie: A Search for Truth                | Джейн Свайр                 |